# Kate McPhelim Cleary
Kate McPhelim Cleary   (Richibucto, 22 d'agost de 1863 - 16 de juliol de 1905) fou una autora feminista estatunidenca.

## Biografia
Kate McPhelim nasqué a Richibucto, Nou Brunswickk, Canadà, filla dels immigrants irlandesos James McPhelim i Margaret Kelly. Son pare morí quan ella tenia dos anys, deixant sola sa mare amb quatre fills. Després d'un breu retorn a Irlanda on van viure amb familiars, les dificultats financeres obligaren la família a emigrar a Filadèlfia. Durant aquest temps, els quatre fills escrigueren històries, poemes i articles per a publicacions com The Chicago Tribune i el Saturday Night de Filadèlfia com a font d'ingressos. Kate publicà el seu primer poema quan tenia catorze anys, i el seu primer conte amb 15.

## Carrera
Dos anys més tard, al 1880, la família McPhelim es traslladà a Chicago, on Kate es casà amb l'empresari Michael Timothy Cleary al 1884. Aquest mateix any, ella i la seva mare es mudaren a Hubbell, Nebraska, on Michael Cleary tenia un negoci fuster amb el seu cunyat John Templeton. Entre els anys 1887 i 1894, donà a llum cinc fills. La seua mare va morir de pneumònia al 1893, i al 1894 ella mateixa estigué a punt de morir després del naixement de la seua darrera filla. En aquest mateix any, la seua filla Marguerite va morir de febre tifoide a l'edat de sis anys. Durant aquest període, es va fer amiga de la també escriptora Elia W. Peattie.
El 1895, Michael Cleary se n'anà un temps a Chicago en un intent de rescatar el seu negoci, i durant els tres anys següents viatjà sovint a la recerca d'un millor clima per a alleujar la seua mala salut. El 1895, la seua filla Rosemarie morí a l'edat de tres anys. Dos anys després, el 1897, Kate donà a llum un altre fill (Edward). El 1898 el seu espòs vengué el negoci fuster i es traslladà la família a Chicago.
El 1902, Kate ingressà voluntàriament en un sanatori privat a causa de la seua addicció a la morfina. A l'any següent fou ingressada a l'Hospital del Nord i asil per a bojos d'Elgin, Illinois, per a recuperar-se de la seua dependència. L'hospital li donà l'alta en la primavera del 1904. Al 1905, el seu espòs intentà portar-la per força a un manicomi, però el seu intent es frustrà per una batalla judicial en què un jurat determinà que estava lúcida. Kate va morir poc després a l'edat de 41 anys, per una afecció cardíaca que havia sofert la major part de la seua vida.

## Assoliments professionals
El 1898, The Chicago Chronicle nomenà Kate McPhelim Cleary "una de les tres humoristes més importants de Chicago". Les seues històries curtes apareixien regularment en publicacions com ara The Chicago Tribune, Puck, Belford's Monthly, The Chicago Daily News, <i id="mwNA">McClure's</i>, Good Housekeeping, Cosmopolitan, St. Nicholas i The Youth's Companion. El seu poema Nebraska fou recitat en l'Exposició Universal de 1893. La seua novel·la feminista Like a Gallant Lady tingué èxit entre la premsa crítica, que la comparà amb les obres d'Hannibal Hamlin Garland.

## Obres
- The Lady of Lynhurst (1886)
- Vella Vernel (1887)
- Feet of Clay (1893)
- Nebraska (1893)
- Told on a Prairie Schooner (1893)
- The New Man (1895)
- A Prairie Sketch (1895)
- Dust Storm (1895)
- Like a Gallant Lady (1897)
- Jim Peterson’s Pension (1899)
- The Rebellion of Mrs. McLelland (1899)
- An Ornament to Society (1899)
- The Road That Didn’t Lead Anywhere (1899)
- His Onliest One (1899)
- How Jimmy Ran Away (1899)
- Sent to Syringa (1899)
- The Stepmother (1901)

## Adaptacions
El 2001, la sèrie Radio Tales produí el drama radiofònic Feet of Clay, que era una adaptació del conte del mateix nom de Kate McPhelim Cleary, publicat en la revista Belford's Monthly el 1893. L'adaptació del drama radiofònic s'estrenà en la National Public Ràdio i més tard fou transmès en XM Satellite Ràdio.